# Пряникове містечко у Бергені

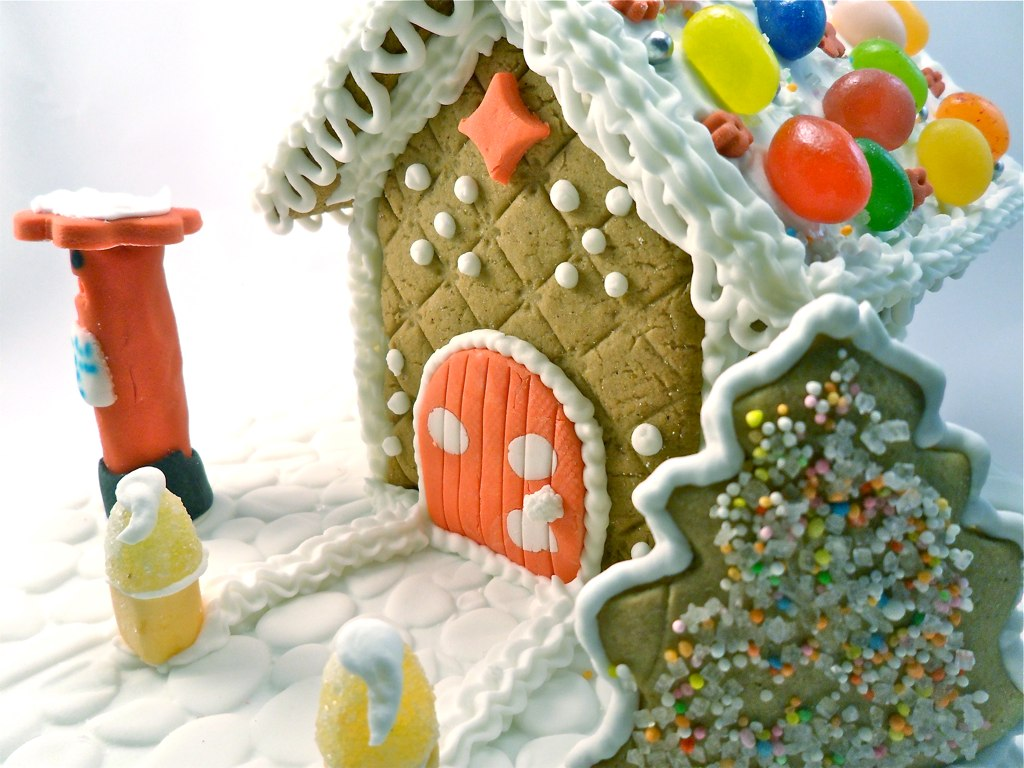
Тисячі подібних пряникових будиночків щороку демонструють у Бергені

Пряникове містечко в Бергені (норв. Pepperkakebyen) — святковий майданчик, створений для демонстрації пряників для пряникових будиночків напередодні Різдва та Нового року у норвезькому місті Бергені. Традиція з'явилась у 1991 році. Щорічно містечко відвідує близько 100 тисяч осіб. Пряникове містечко розташоване на головній площі Бергена.

## Історія
Особливістю пряників (норв. Pepperkaker), виготовлених у Норвегії є те, що їх виготовляють з тоншого тіста, ніж в інших країнах. Традиційно прикрашають візерунками з глазурі. Традицію випікання пряників жителі Бергена запозичили у Німеччині.
У 1991 році в місті вирішили створили власне пряникове містечко. Його елементи виготовляли на підприємствах, дитячих садочках та у житлових будинках. Були створені копії реально наявних місць у Бергені, а також вигадані об'єкти. Серед них кінотеатри, залізничні колії, і навіть кораблі вікінгів.
У 2007 році побудова пряникового містечка була під загрозою через економічні негаразди, проте заможні жителі міста вирішили фінансово допомогти з його створенням. У 2009 році пряникове містечко знищили вандали напередодні відкриття. Церемонія відкриття була перенесена на один тиждень, а більша частина містечка відтворена з нуля.

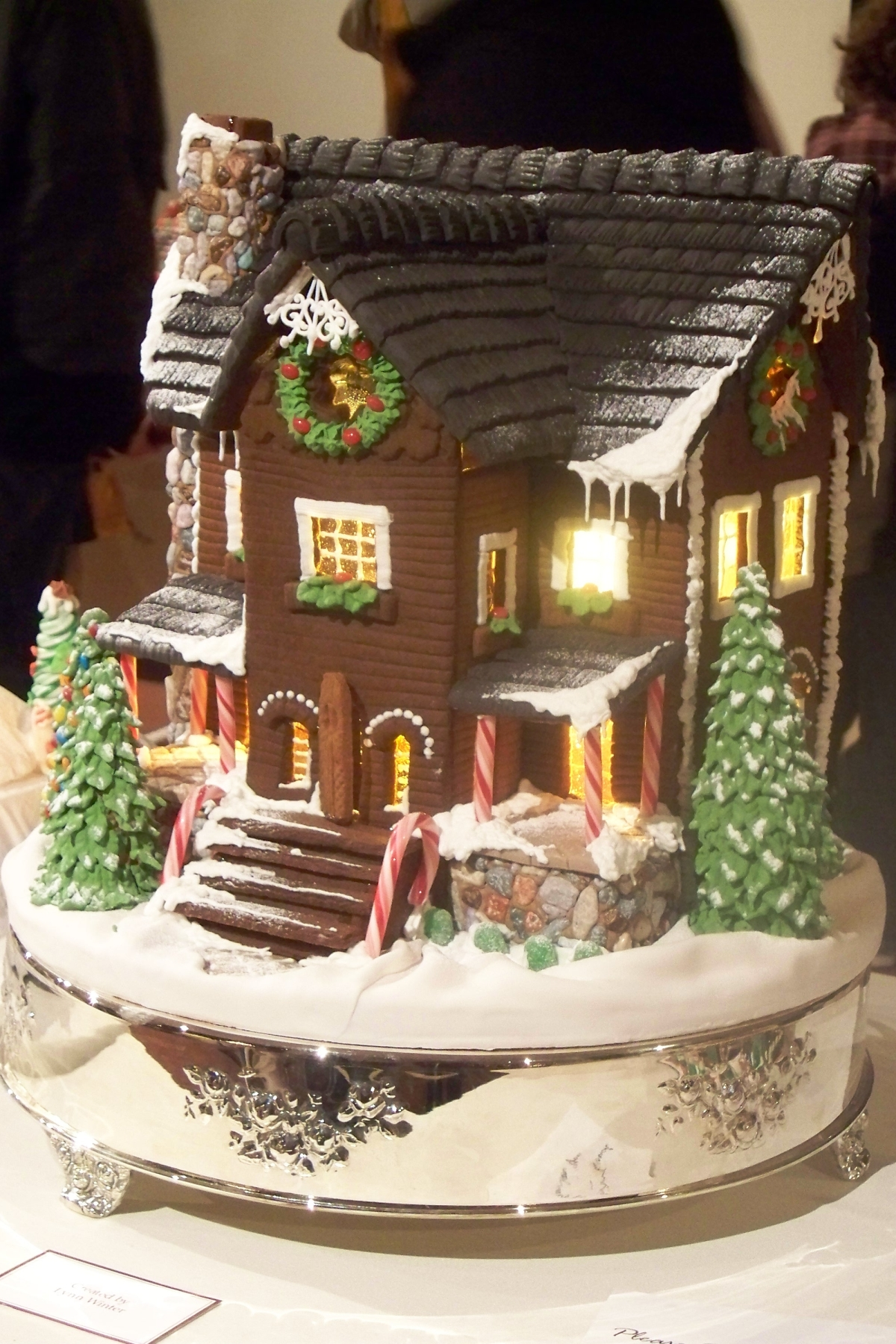
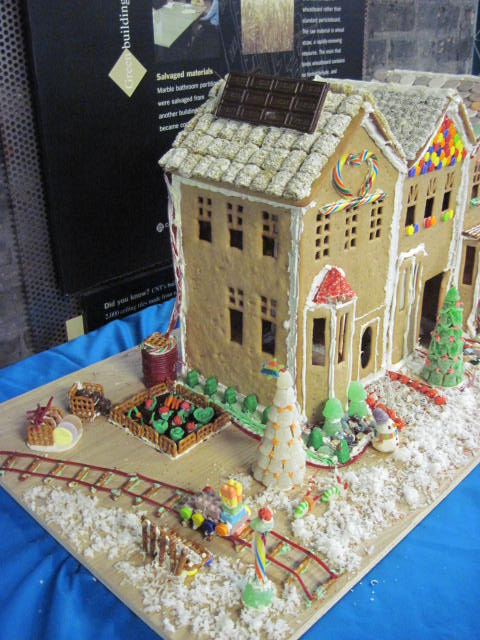
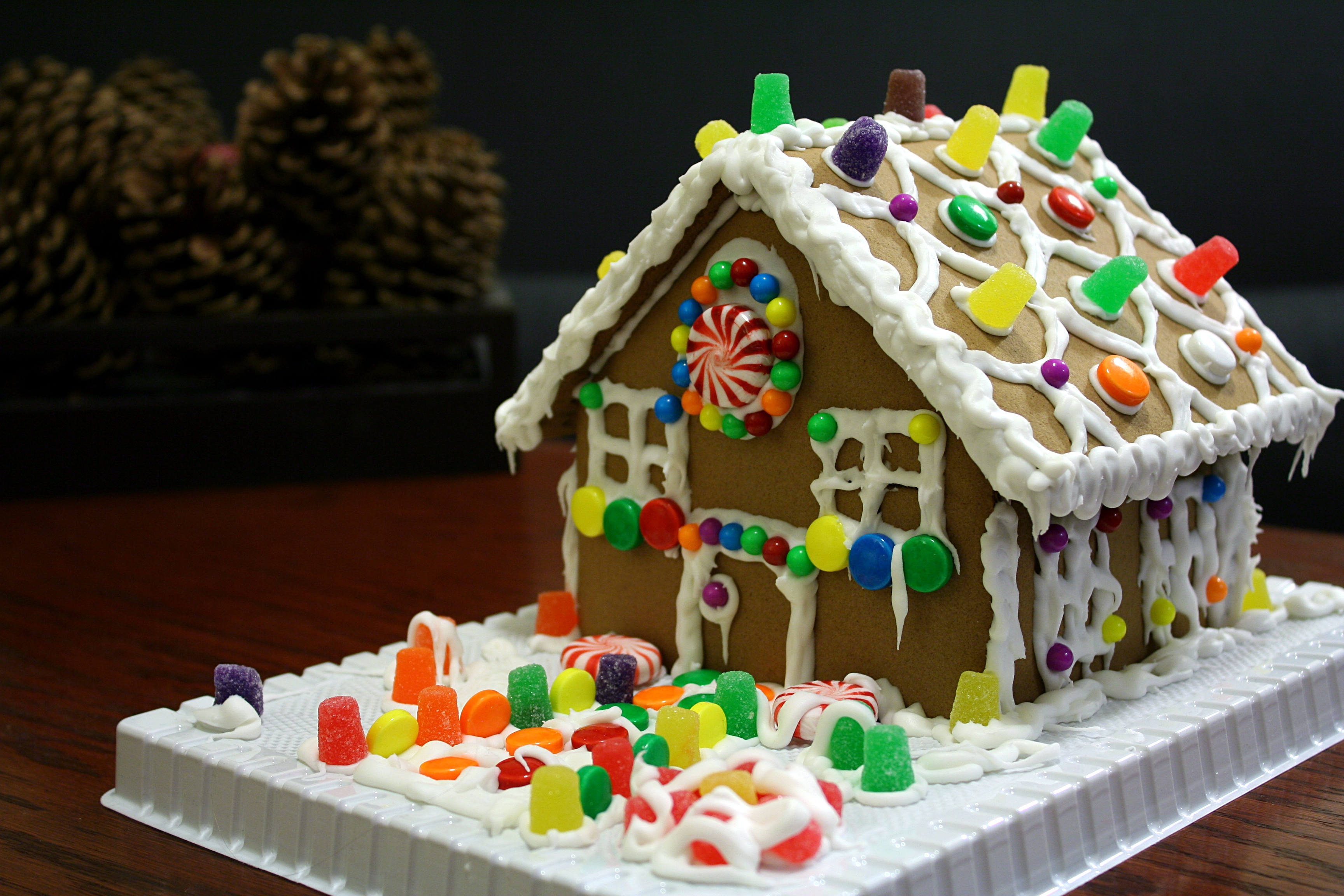
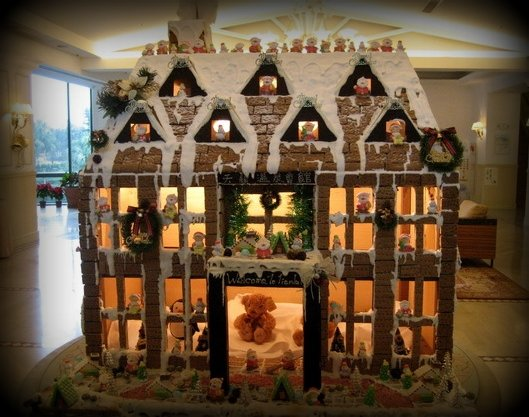
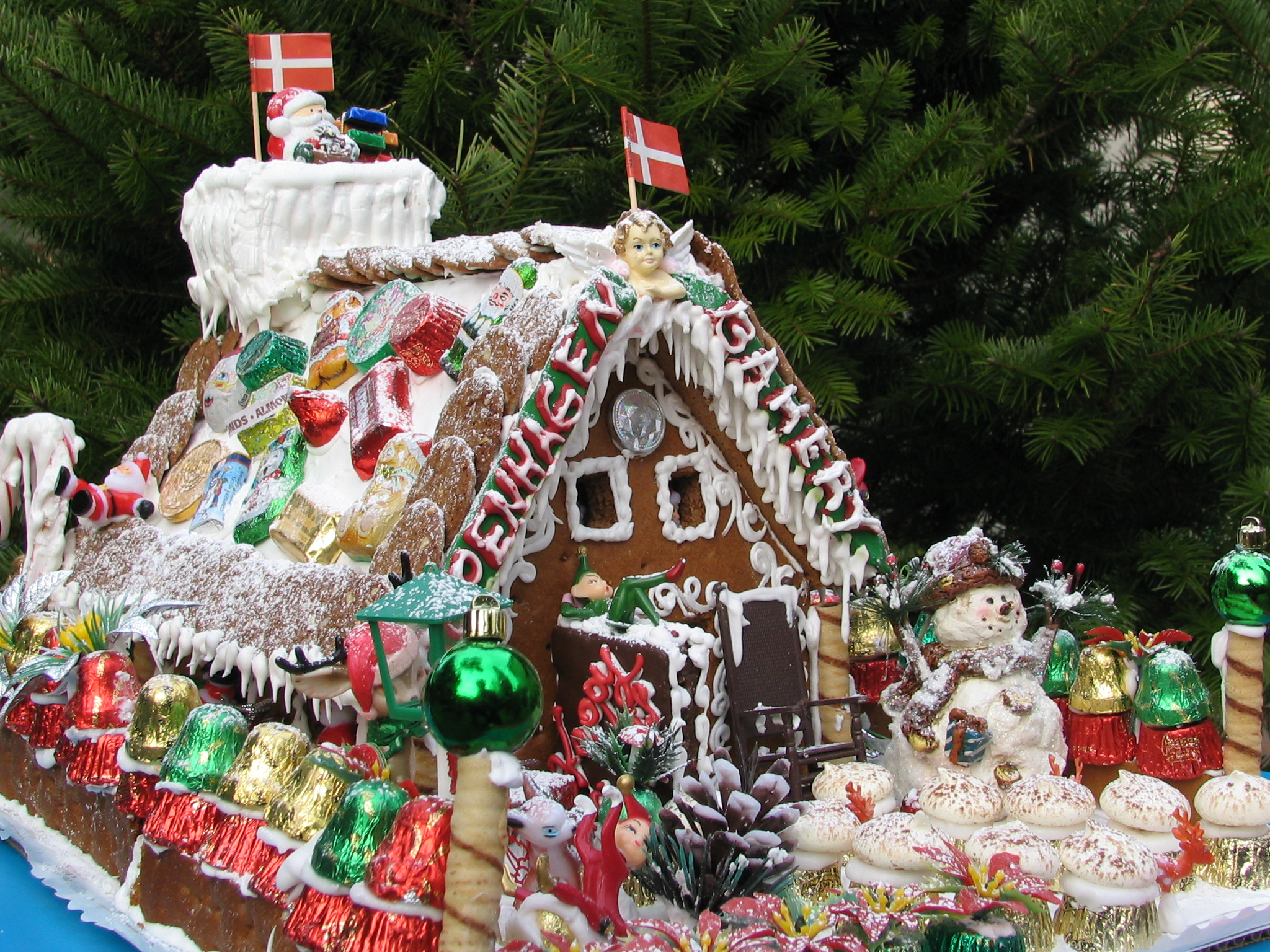
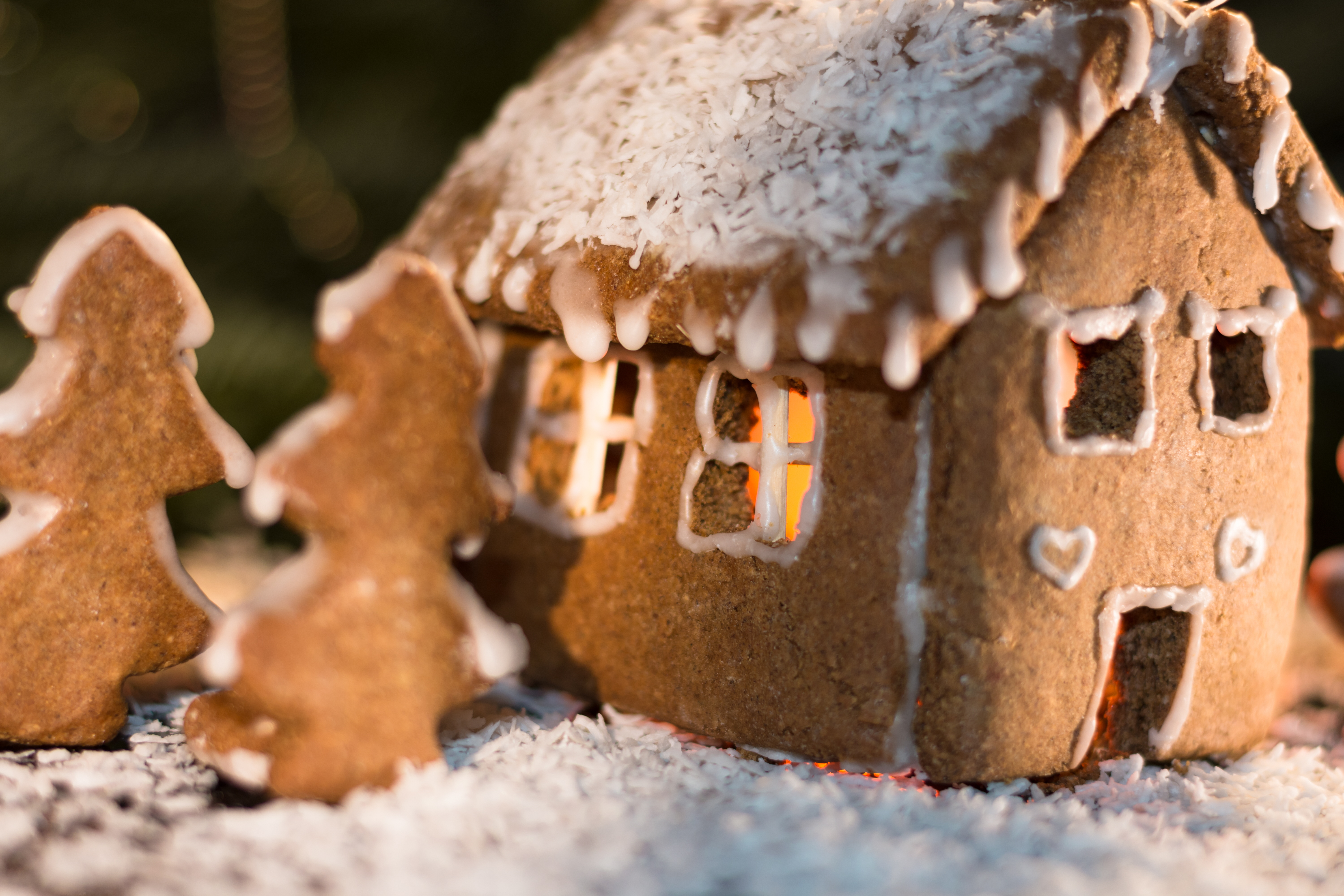

У 2013 році пряникове містечко у Бергені могло бути внесене до Книги рекордів Гіннеса, проте переможцем — найбільшим пряниковим містечком у світі — в результаті обрали містечко у Нью-Йорку. В Норвегії з цим не були згідні — площа пряникового містечка у Нью-Йорку сягала 300 квадратних метрів, а площа містечка у Бергені — 380 квадратних метрів. Проте перемогу здобув все-таки Нью-Йорк через те, що всі будинки американського пряникового містечка були створені згідно одного і того ж рецепту, а у Бергені для їх створення використовувалось різне тісто.
У 2017 році норвезьке пряникове містечко працювало до 31 грудня. Експозиція розташовувалась у приміщенні старого громадського басейну «Sentralbadet» та вміщувала більше, ніж 2000 пряникових об'єктів, серед них будівлі, мешканці містечка та традиційні пряники. Близько 100 тисяч осіб кожного року відвідує пряникове містечко, вигляд якого постійно змінюється.
Вхід на територію містечка — платний. Виручені кошти йдуть на благочинність. Безкоштовним є вхід для тих, хто створить хоча б один будиночок для містечка.